# Marko Čabov
Marko Čabov (* 21. kolovoza 1976.) je hrvatski televizijski i filmski glumac.

## Filmografija

### Televizijske uloge
- "Zabranjena ljubav" kao Nikola Benčić (2006. – 2007.)
- "Ruža vjetrova" kao Lars (2011.)

## Vanjske poveznice
- Marko Čabov u internetskoj bazi filmova IMDb-u (engl.)